# 5053 Chladni
5053 Chladni este un asteroid din centura principală de asteroizi.

## Descriere
5053 Chladni este un asteroid din centura principală de asteroizi. A fost descoperit pe 22 martie 1985 la Stația Anderson Mesa de Edward L. G. Bowell. El prezintă o orbită caracterizată de o semiaxă mare de 2,40 ua, o excentricitate de 0,17 și o înclinație de 11,5° în raport cu ecliptica.